# Суета
Суетата (на гръцки: κενοδοξία); (на латински: vanitas) се определя като прекомерна вяра в собствените възможности или привлекателността спрямо други хора. Означава се и като тщеславие, нарцисизъм, болезнена гордост търсеща на всяка цена похвалата или най-точно ласкателството и се отнася до характеристиките високомерна надменност, арогантност, външен блясък, целящ да създаде непременно у околните почит и слава, а също и звездомания.
Допреди XIV век понятието за суета не е имало такива съвременни нарцистични оттенъци, а просто е означавало безсмислието за всичко земно в контекста на Еклисиаста; т.е. преходност, смъртност, празнота (без смисъл в живота). Често се е свързвало и със забраната на първата от Десетте Божи заповеди – идолопоклонничеството.
Във философски план, суетата се отнася в по-широк смисъл до егоизма и гордостта. Фридрих Ницше пише в своето есе „Отвъд доброто и злото. Прелюдия към една философия на бъдещето“, че „суета е страх да изглеждаш оригинален. Поради това е липса на гордост, но не непременно липса на оригиналност.“
Според християнската вяра, суетата се смята за пример за гордост, т.е. един от седемте смъртни гряха. Този списък се е развил на основата на предходен съдържащ осем грехове, които включват тщеславието като грях независимо от гордостта.
В православната църква, суетата е една от осемте грешни и дяволски страсти, борбата срещу която е една от основните задачи на всеки православен християнин.

## Символика на суетата в изкуството
Суетата често е представяна като „Блудница Вавилонска“. В светски план и като алегория, суетата е считана за един от малките пороци. По време на Ренесанса, суетата неизменно се представя като гола жена, повечето пъти седнала или полегнала на спалня – най-често това е Венера (знак на Танит).

## Според Книга на Еклисиаста
Целта на Еклисиаст е да открие как да си осигури човек облаги в живота, които да са в съответствие с главните цели, посочени в останалите Книги на мъдростта. Според Еклисиаст обаче всяка възможна облага в живота се унищожава от неизбежната смърт. Оттук Еклисиаст достига до заключението, че животът (и всичко останало) е безсмислено, защото е преходно (= суета).
| „ | 2. Суета на суетите, каза Еклисиаст, суета на суетите – всичко е суета! 3. Каква полза за човека от всичките му трудове, с които се труди под слънцето? 4. Род прехожда, и род дохожда, а земята пребъдва довека. 5. Слънце изгрява, и слънце залязва и бърза към мястото си, дето изгрява. 6. Вятър вее към юг и отива към север, върти се, върти се в своя път и пак почва своите кръгообращения. 7. Всички реки текат в морето, но морето се не препълня: те отново се връщат към онова място, отдето реки текат, за да текат пак. 8. За всяка работа се иска труд; човек не може всичко да изкаже; око се не насища от гледане, ухо се не напълня от слушане. 9. Каквото е било, пак ще бъде, и каквото се е правило, пак ще се прави – няма нищо ново под слънцето. | “ |

Основното заключение в Еклисиаст, което е и негов лайтмотив, се повтаря както в началото, така и в края на книгата: Суета на суетите, казва проповедникът, суета на суетите, всичко е суета (по-буквален превод от оригинала би звучал по следния начин: Напълно безсмислено, казва Кохелет, напълно безсмислено, всичко е безсмислено). Изразът суета на суетите е просто превъзходна степен.
Думата „суета“ произлиза от еврейската дума הֶבֶל (hevel), означаваща буквално: „дъх, въздишка, полъх (на вятър)“, в преносен смисъл: „нещо безсмислено, напразно, празно (без смисъл), преходно, вятър работа, привидност“. При традиционния превод на български се използва думата „суета“ с архаичния си (старобългарски) смисъл, който вярно предава значението на еврейската дума.